# Lübsche Trade

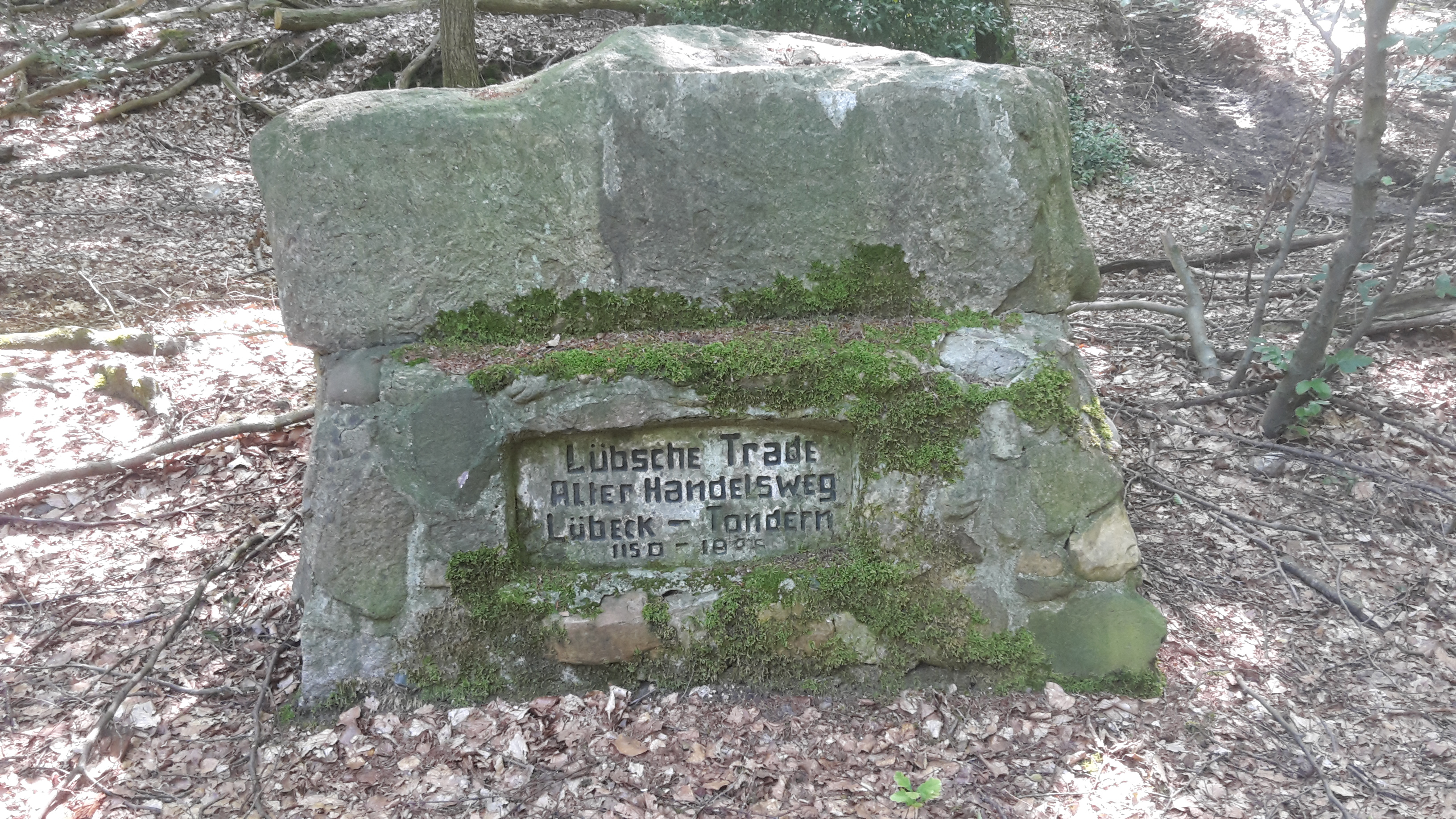
Gedenkstein an der Lübschen Trade in der Nähe von Aukrug-Homfeld

Die Lübsche Trade ist ein mittelalterlicher Handelsweg zwischen der Hansestadt Lübeck und Dithmarschen.

## Geschichte und Verlauf
Die Lübsche Trade wurde besonders im 14. Jahrhundert stark genutzt. Sie diente den Lübecker Kaufleuten als Verbindung zu den Häfen an der Westküste und zu den großen Märkten in Heide, Meldorf und Husum, andererseits den nach entsprechendem Vertragsschluss mit der Hansestadt Lübeck der Hanse von 1468 bis 1558 assoziierten freien Bauern aus Dithmarschen als Weg zu den Märkten des Ostseeraumes. Sie diente auch als Heerstraße gegen die Dithmarscher.
In Itzehoe kreuzte die Lübsche Trade (entspricht auf diesem Streckenabschnitt der heutigen B 206) den Ochsenweg (entspricht der heutigen B 77).
Durch die Überbauung mit modernen Verkehrswegen lässt sich der genaue Verlauf durch Holstein heute nur an wenigen Stellen nachvollziehen. Für den Bereich Aukrug hat der Heimatforscher Georg Reimer den historischen Verlauf klären können: Die Trade kam als Sandweg von Bad Segeberg und Neumünster über Ehndorf nach Bünzen. Sicher ist, dass die Trade unterhalb der Wassermühle in Bünzen vorbeiführte und dann weiter über Homfeld, Meezen, Altenjahn nach Reher. Von dort gab es einen Abzweig nach Hohenwestedt. Überliefert ist, dass im Jahre 1557 in Meezen ein Lübecker Gespann ausgeplündert wurde. An der Einmündung auf die Bundesstraße 430 befindet sich ein Gedenkstein (Koordinaten: 54° 4′ 1,6″ N, 9° 44′ 17,2″ O).

## Orte an der Lübschen Trade
- Ehndorf
- Aukrug
- Meezen
- Gut Springhoe
- Itzehoe
- Reher